# برچسب هشدار به والدین

نشان فعلی؛ ساخته شده در ۱۹۹۶. (Explicit Content به معنای محتوای صریح)

برچسب هشدار به والدین (به انگلیسی: Parental Advisory Sticker) یا PAL، نوعی محدودیت سنی یا هشدار دهنده است که نخستین بار به‌دست انجمن صنعت ضبط آمریکا در سال ۱۹۸۵ ساخته شد و صنعت ضبط صوت بریتانیا در سال ۲۰۱۱ آن را تصویب کرد. این لیبل (نشان‌واره) برای آهنگی که دارای الفاظ تند یا رکیک است استفاده می‌شود. ابتدا روی نسخه‌های فیزیکی (سی دی و نوار کاست) زده می‌شد و امروزه نیز در سایت‌های خرید یا دریافت آهنگ (بیشتر روی کاور آهنگ‌ها) دیده می‌شود.